# Nashville (Kansas)
Pour les articles homonymes, voir Nashville (homonymie).
Nashville est un village américain situé dans le comté de Kingman, au Kansas. Selon le recensement de 2020, sa population est de 54 habitants.